# Серенада
Серенада,  (в редки случаи може да се срещне като серената - на френски: serenade; на италиански: serenata) е музикална композиция, изпълнявана в нечия чест или за изразяване на любовта към близък човек (с което би могла да бъде и форма на ухажване). Според някои източници думата "серенада" произлиза от италианската дума sera, което означава "вечер", а според други от думата sereno, което означава "спокойно". 

## Различни значения

### Средновековие и Ренесанс
Най-старият смисъл на тази дума се свързва с песен, изпълнявана за любимата, обикновено в спокойните вечерни часове под нейния прозорец. 
Серенадата става популярна през Средновековието и Ренесанса. Певецът самостоятелно или в група изпълнява песента при акомпанимент на китара, мандолина или лютня. Идеята е почерпена от вечерните песни на трубадурите (serena).

### Барок
В епохата на барока серенадата е тип кантата, изпълнявана на открито във вечерните часове, която включва както инструментално, така и вокално изпълнение. Една от причините за изпълнение на открито е, че се използват музикални инструменти като барабани и тромпети, които са прекалено шумни за малко затворено помещение.

### Романтизъм и Класицизъм
През периодите на Класизицма и Романтизма под серенада се разбира музикална пиеса от няколко части, близка до дивертименто, която се изпълнява от голям инструментален ансамбъл. Серенадата присъства в творчеството на много композитори, но най-ярка представа за нея дава Моцарт, по-конкретно - в оперета "Дон Жуан".